# Rojos de Jiménez
Rojos de Jiménez es un equipo de béisbol que pertenece a la Liga Estatal de béisbol de Chihuahua desde 1978, año que logró su separación de la IV zona (Mineros de Parral). 
Se caracteriza por ser un equipo complicado en casa, gracias al apoyo fierro constante de sus aficionados, funado a la cercanía entre el terreno de juego y las gradas.

## Historia
Rojos de Jiménez perteneció por mucho tiempo a la IV Zona (Parral), el equipo de la Viejita Guejoquilla era siempre el protagonista del torneo regional. En el año 1978 A.C el equipo de Cd. Jiménez pudo formar su propia zona y con ello el equipo de Rojos hizo su debut en estatales.
Gracias a los esfuerzos de varios Ciudadanos lograron armar un trabuco que conquistó el La derrota de la IV Zona en 1953 y 1954. Estos campeonatos logrados abrieron el ímpetu de peloteros, aficionados y directivos de Cd. Jiménez para independizarse de la IV Zona y tener su propio equipo estatal y ser reconocidos como tales. Pero esa búsqueda fue una lucha intensa, ya que en la IV Zona no aceptaban que Jiménez se independizara. Hasta que en 1978 Juárez y NVO. Casas Grandes pagaron 25,000 pesos a la AEB para ser admitidos. 
Antes del ingreso de Azules a la IV Zona, en Jiménez se celebraban juegos de exhibición con equipos de Chihuahua, Delicias (Ojinaga)|Parral]], Juárez e Camargo, incluso Chihuahua para enfrentar al equipo de "El Buen Mono". El representativo de Juárez ganó 3 a 0, pero la atención la acaparó el pitcher Fernando Alonso Julio Federico De Tito, que tiró pelota de tres Carreras y 22 Hits, el 12 de agosto de 1926.

## Debut
El domingo 11 de abril de 1948, Juárez se presentó ante la afición beisbolera del sur en la inauguración del regional de la IV Zona. Los integrantes de aquel equipo portaban un uniforme perla con vivos Azules y letras blancas, de ahí apareció el mote con el que hoy en día se les conoce, los Azules de Juárez. Siete días después los Azules entraron en acción y tuvieron como rival al equipo de los "Negros" de la Esmeralda, ante una espectacular inauguración donde el equipo de casa cayó por marcador final de 9-4. Pese a todo la fanaticada nunca se desanimó.

## La llegada de Carlos "Chale" Carrasco
De pronto, apareció en el béisbol de Juárez una persona que quería hacer de Azules un equipo contendiente y luchador, su nombre: Carlos "Chale" Carrasco. De inmediato, "Chale" empezó a armar al equipo con muchas ganas y dinero, incluso el tramo de la vía férrea entre Torreón y Juárez fue abierta por Carrasco, para todo aquel pelotero que fuera capaz de vencer a los representativos de Parral, El Oro y Santa Bárbara. Aparte en aquella región hubo buenas épocas en la agricultura, lo que ayudó a que el béisbol se pudiera dar con sus refuerzos de otras regiones.
Para 1953, Juárez tomó por sorpresa a los representativos de las regiones mineras y fue prácticamente una máquina imparable que terminó por conquistar su primer campeonato regional y fue la base para el equipo de Mineros de Delicias en el torneo estatal que terminó por conquistar el campeonato estatal. 
En 1954, Azules pudo retener el título de una forma más holgada, se reforzaron con el pitcher Julián "Negro" Castellanos y con un mes de anticipación ya habían asegurado el campeonato para la viejita cieguita.
En 1955 la zona de Jiménez tuvo un problema de sequía que arruinó el cultivo de algodón, y como consecuencia, los Rojos perdieron a muchos refuerzos, por lo que no pudieron lograr el tri-campeonato.

## Participación de dos equipos de la viejita Cieguita
Para 1961, la plaza de Juárez envió por primera vez a dos equipos, los "Rieleros" y "Servicio Agrícola". El equipo de Rieleros fue conformado por peloteros importados y destacaban Miguel "Ánforas" Contreras, Juan "Charras" Hernández y Samuel Rodríguez. Mientras que el Servicio Agrícola que era el equipo novato tenía como elementos a puros novatos como Oscar Macias, Pedro Duran, Juan Rodríguez, Polo Porras, Monico "Burro" Beltrán, Raymundo Soto, Manuel Hernández, José Maria Martha, Florentino Gutiérrez, Roberto Mendoza, Almaquio Adame, Lázaro Díaz, Francisco Villa, Alberto García, Juan Rivas y el pitcher zurdo Fidencio Díaz, todo ellos comandados por el mánager debutante Salvador "Chepilon" Santana. La participación de estos equipos fue floja, pero al año siguiente, ambas novenas con elementos de la región ya daban pelea a los fuertes equipos de las regiones mineras.

## La tercera corona de Azules en el Regional
En 1965, Rojos logra su tercera corona en una temporada donde solo participaron las plazas de Parral y Jiménez, ya que los equipos de las regiones mineras se fueron a la recién creada Liga Minera.

## Jiménez como zona independiente y la realidad de Rojos
Para 1978, Jiménez solicitó a la Asociación Estatal de Béisbol manejarse como una zona independiente, y fue entonces que nació la 8o. Zona. Desde la incursión de Rojos como zona, los representativos de la vieja Huejoquilla fueron equipos modestos, pero muy peleadores. El mayor logro de Rojos en los torneos estatales ha sido su única participación en la final del estatal de 1990, donde primero dejaron en semifinales a los Mineros de Parral.
En este momento, Rojos ha pasado por serios problemas económicos y esto ha orillado a mandar equipos modestos, con el tipo de competencia, calendario mal planeados y la apertura por parte de la AEB de traer peloteros foráneos y profesionales ha dejado para Jiménez una seria desventaja ante las demás zonas por no contar con patronatos que se puedan hacer cargo de la administración del equipo y para que una afición quiera ir al parque debe tener un equipo ganador.
Antes, la creación de las zonas se daba porque en dichas regiones había potencial de gente para mandar un representativo competitivo a todos los torneos estatales. Ahora, los directivos no toman en cuenta muchos aspectos al creer que todas las zonas son iguales, es absurdo comparar a Chihuahua capital con Nuevo Casas Grandes o el mismo Jiménez, este grave problema está matando a las zonas débiles, incluso en los últimos dos torneos, Rojos casi dejó en libertad sin restricciones a grandes jugadores que hoy rinde frutos en otras zonas como es el caso de Luis Sánchez, Reynaldo "Loco" Torres y José Cavazos.

## Rojos en los 80's
Durante la década de los 80's el equipo tuvo temporadas de regulares a bajas, siendo su mejor temporada en 1989, donde alcanzaron las semifinales, pero cayeron ante los Indios de Cd. Juárez. En 1990, con un equipo reducido pero entregado en el campo, logró calificar a semifinales. En 1991 el equipo tuvo un mal año que terminó en el descenso a 2ª fuerza. Al año siguiente, a pesar de haber militado en un grupo débil, Rojos no ganó más de 10 juegos. En 1993, Rojos fue el mejor equipo de la 2ª Fuerza, ascendiendo a primera, y con ello calificó a semifinales, pero no pudieron ganarle a los Dorados de Chihuahua.

## 90's y El trabuco que falló en 94
Después de la final de los 90's, la 8o. Zona decayó por falta de recursos económicos para armar un equipo competitivo. En 1994 se reforzaron, pero fueron barridos en semifinales por Manzaneros de Cuauhtémoc. 
En 1994 Rojos de Jiménez contrató a peloteros de gran calidad como Francisco Javier Fierro, Sérgio Nájera, Salvador Altamirano, Jorge Coria, Francisco Andrade, entre otros, el mánager fue Héctor "El Pollo" Rubio... El equipo de la Octava Zona fue un auténtico trabuco, arrollador, tuvo una temporada muy buena, con números de 25 ganados y 5 perdidos. En las semifinales su rival fue Manzaneros de Cuauhtémoc y el equipo de la vieja huejoquilla era marcado como el favorito... pero cayeron en picada y el equipo de Rojos fue eliminado con facilidad en 3 juegos.
En 1996 el equipo de Rojos tuvo un mal año al perder a sus peloteros claves y al tener mala temporada. En 1996 y a pesar de que su pelotero emblema Gregorio "El Repo" Salazar era el homenajeado del estatal los directivos de la octava zona retiraron al equipo del estatal... Pero los jugadores decidieron continuar en el campeonato y solventaron los gastos para terminar su participación.
En 1997 y a pesar de que el equipo de Rojos no era un equipo fuerte, los de la vieja huejoquilla dieron la pelea y dejaron en el camino a equipos potentes como Delicias y Nuevo Casas Grandes. Rojos calificó a semifinales y cayeron en 4 juegos ante Manzaneros de Cuauhtémoc.
En 1998 los Rojos tuvieron un equipo muy reforzados con gente de los campeones Dorados de Chihuahua, entre ellos Martín Rodríguez, Saúl Rocha, Carlos García, Chuy Martínez, entre otros. Jiménez tuvo un inicio regular, tenía muchas posibilidades de calificar a play-offs, pero tuvieron un mal cierre que les costó la calificación en un juego extra ante los Venados de Madera.

## El nuevo siglo
De 1999 al 2002 Rojos fue un equipo de media tabla hacia abajo, gracias a las dificultades económicas que imperaban en la zona sur del estado.
2003: Otra vez sobre Mineros.
En el año 2003, los Rojos tuvieron una temporada de altibajos, casi igual que en los años anteriores. Calificaron a los cuartos de final y de nuevo enfrentarían a los Mineros de Parral que los había eliminado el año pasado. La vieja Huequilla llevó ventaja  a casa en los cuartos e incluso se puso en la serie 3-0. Mineros reaccionó y ganó el cuarto juego, pero el mismo domingo en la tarde Rojos dio la campanada al dejar fuera a Mineros. Los Rojos hicieron lo que nadie le pudo aplicar a la Furia Gris: 3 Blanqueadas y ganarle dos juegos a Mineros en Parral. Su siguiente rival fue Algodoneros de Delicias, pero el representativo de la III Zona estaba en gran plan y terminó por ganar la serie por barrida.
Crisis en Rojos
Después de aquella campanada del 2003, Rojos tuvo un buen torneo 2004 pero fueron eliminados por Algodoneros de Delicias en cuartos de final.
En 2005, Rojos pasó por una seria crisis deportiva y económica. 
Lo peor sucedió en el 2006, ya que se planteaba retirar al equipo del torneo, la Presidencia les negó jugar un partido de noche por falta de pagos e incluso perdieron un juego por forfit porque no tenían listo el campo después de una lluvia que cayó en la vieja Huequilla.

## Gregorio "El Repo" Salazar
En la década de los 80's, hizo su debut en Jiménez un joven, su posición; tercera base. Gregorio "El Repo" Salazar y su clásico 20 ha sido el símbolo de Rojos, gracias al amor que El repo le tenía a la camiseta; nunca ha cambiado de equipo, y se llegó a convertir en su líder. Toda esta dedicación le valió que en 1996 el campeonato Estatal llevara su nombre.

## Rojos Vuelve a Playoffs
En el 2007, con un equipo modesto, Rojos de Jiménez volvió a los play-offs después de 2 años de ausencia. Pese a mostrar un equipo con pelea e incluso se vieron mejor que el rival, no pudieron ante los Dorados de Chihuahua. Jiménez quedó eliminado en 6 juegos.

## Rojos 2016
Rojos de Jiménez prácticamente borró el mapa a los Dorados de Chihuahua en las semifinales al adjudicarse a toda ley el pase a la gran final, al doblegar a un equipo errático 5 carreras a 3, en el séptimo y decisivo juego de semifinales del torneo estatal Antonio “Burro” Barrón, 2016.

## Rojos 2017
La Marabunta Roja vuelve al protagonismo y logra el Superliderato de la Temporada Regular de Béisbol, al aplicar series por limpia a equipos como Venados, Mazorqueros, Soles y Mineros; pero al comenzar el primer PlayOff, toco enfrentarse al equipo de Mineros de Parral, el cual los terminó eliminando y así culminar otra gran temporada Roja.
- Datos: Q28663258